# Zimogeno
Si definisce zimogeno (o proenzima) un precursore inattivo di un enzima. Esso infatti richiede la rottura di uno o più legami peptidici specifici per divenire un enzima attivo. Tale attivazione può avvenire a causa dell'ambiente acido di un lisosoma o per opera di enzimi specifici, generalmente attraverso il distacco di un frammento polipeptidico, definito peptide di attivazione. Per trasformarsi nella sua forma attiva il proenzima può anche necessitare di alcuni ioni metallici (come calcio, magnesio o ferro) o dei già citati livelli particolari di pH. 
La necessità della presenza di zimogeni per l'organismo è legata al fatto che esistono numerose funzioni fisiologiche che devono verificarsi soltanto sotto particolari condizioni, come la digestione, la coagulazione del sangue o l'attivazione del sistema del complemento o dell'apoptosi.
Gli zimogeni vengono solitamente indicati aggiungendo al nome dell'enzima il suffisso -ogeno. In altri casi, invece, si aggiunge semplicemente il prefisso pro-.

## Esempi
Un chiaro esempio di pro-enzima è il pepsinogeno rilasciato dalle pareti dello stomaco insieme ai succhi gastrici. Esso è infatti la forma inattiva, ovvero inerte, dell'enzima pepsina necessario alla scomposizione di catene peptidiche complesse (proteine) in aminoacidi essenziali. In seguito altri esempi di zimogeni:
- tripsinogeno (zimogeno della tripsina);
- chimotripsinogeno (chimotripsina);
- la maggior parte dei fattori della coagulazione del sangue;
- alcune proteine del sistema del complemento;
- pepsinogeno (prodotto dalle cellule principali dello stomaco)
- procaspasi (caspasi);
- proelastasi (elastasi);
- prolipasi (lipasi).